# Digimon: La película
Digimon: La película (también llamada Monstruos Digitales: Digimon, la película) es una película del año 2000, adaptación cinematográfica americana de las tres primeras películas japonesas de Digimon distribuidas por la 20th Century Fox. La película utiliza imágenes de las películas de Digimon Adventure (デジモンアドベンチャー Dejimon Adobenchā?) de 1999, Digimon Adventure: Nuestro juego de guerra (デジモンアドベンチャーぼくらのウォーゲーム! Dejimon Adobenchā: Bokura no WO Gemu?) de 2000, y Digimon Adventure 02: Digimon Hurricane Touchdown !! / Suprema Evolución !! El Digimentals Oro (デジモンアドベンチャー02 Adobenchā Cero Tsu: Zenpen: Dejimon Harikēn Jōriku !! / Kohen: Chōzetsu Shinka !! Ogon no Dejimentaru?) de 2000. En comparación con las películas originales, Digimon: La película tenía un grado significativo de la edición, con más de 40 minutos de escenas de las versiones individuales japonesas cortadas para ahorrar tiempo y varios cambios de trazado. La canción tema principal de la película es la "Digi Rap", un remix y reelaboración del tema musical utilizado en la versión estadounidense de la serie de televisión. La pista es llevada a cabo por MC Pea Pod y Paul Gordon.

## Argumento

### Angela Anaconda
Un cortometraje de cuatro minutos con los personajes de la serie Angela Anaconda aparece antes de la película en los comunicados de prensa de teatro y el hogar. En este segmento, Angela y sus amigos hacen cola para ver Digimon: La película, pero Nannette y sus amigas se saltean la línea, ya que tienen pases. Angela hace una loca carrera para salvar puestos para sus amigos, pero la señora Brinks (con ayuda de Nannette) se sienta frente a ella, bloqueando su vista. Angela se imagina a sí misma con desprecio Digievolucionando en Angelamon para derrotar a la señora Brinks y a Nannette, la eliminación de todos los obstáculos para así poder disfrutar de su película. Sin embargo, todo el público se da cuenta de que están en la película equivocada, por lo que dejan la sala para ir rápidamente al teatro correcto, dejando a la señora Brinks y a Nannette atrás con esta última cubierta de comida.

### Ocho años atrás
En Highton View Terrace, antes de su aventura en el mundo digital, los hermanos Tai y Kari Kamiya son testigos de como un Digi-Huevo emerge de su ordenador. El huevo eclosiona pronto, revelando un Botamon. El Digimon digievoluciona rápidamente en Koromon y luego en un gran Agumon, quien involuntariamente destruye una buena parte del barrio, Kari dice que esto no se puede hacer y con Agumon se convierten en amigos. Un segundo Digi-huevo aparece en el cielo para revelar a un Parrotmon. Agumon digievoluciona en Greymon, pero brutalmente pierde la batalla. Tai despierta a Greymon con un silbato de Kari, y este derrota Parrotmon y desaparece junto con él.

### Cuatro años después
Unos seis meses después de que los niños elegidos se fueron del mundo digital, Izzy descubre un Digi-Huevo en internet que ha sido infectado por un virus. Se dirige al apartamento de Tai para informarle sobre los Digimon recién eclosionadas, Kuramon. Tai e Izzy monitorean y se asombran como Kuramon consume grandes cantidades de datos de computadora para digievolucionar rápidamente a Keramon. Gennai aparece en una transmisión desde el mundo digital, advirtiéndoles de los peligros de su crecimiento. Él envía Agumon y Tentomon para detener a los Digimon. Keramon digievoluciona en Infermon y fácilmente derrota a las formas de Tentomon y Agumon en niveles Champion y Ultimate. Izzy se da cuenta de que Keramon completamente ha saltado su forma de Campeón y digivoluciona directamente a su nivel Último. Tai intenta alertar al resto de los niños elegidos, pero solo tiene éxito en obtener la ayuda de Matt, TK, Gabumon y Patamon. Agumon y Gabumon digievolucionan en WarGreymon y MetalGarurumon, lo que provocó que Infermon digievolucionara en Diaboromon. Una enorme cantidad de mensajes de correo electrónico se envían a Tai e Izzy de personas alrededor del mundo que están viendo la batalla desde sus computadoras. Esto hace que WarGreymon y MetalGarurumon se frenen y salgan gravemente heridos en la lucha. Diaboromon comienza a multiplicarse a sí mismo a un ritmo exponencial e infecta computadoras en el Pentágono, provoca el lanzamiento de dos misiles balísticos nucleares de rango intercontinental: uno se dirigió a Colorado, el otro iba para el barrio de Tai y de Izzy en Odaiba, Tokio. Al negarse a perder la esperanza, la unión de Tai y Matt con sus Digimon permite que se conviertan en forma digital y entren en internet para ayudar a WarGreymon y MetalGarurumon. Tai y Matt les recuerdan acerca de todas las personas en todo el mundo viendo como ellos los observan y les envían correos electrónicos con palabras de aliento. WarGreymon y MetalGarurumon son revividos por el poder colectivo de los millones de niños de todo el mundo y hacen una fusión de ADN digievolucionando en Omnimon (Omegamon en la versión japonesa). Omnimon derrota fácilmente a todas las copias de Diaboromon, dejando solo al original. Con un minuto para que ocurra el impacto de los misiles, Diaboromon sigue siendo demasiado rápido para que ellos puedan golpearlo. Con solo segundos en el reloj, Izzy redirige los mensajes de correo electrónico entrantes a Diaboromon para detenerlo. Omnimon destruye a Diaboromon a través de su cabeza justo a tiempo y las armas nucleares son discapacitados justo antes de la detonación. Sin embargo, el mismo virus que creó a Diaboromon sigue la pista de Willis y corrompe a Kokomon.

### El presente
Durante su visita a Mimi en Nueva York, TK y Kari son testigos de una batalla entre Willis, Terriermon, y la corrompida forma Campeón de Kokomon Wendigomon (siendo denominado Kokomon). Wendigomon insiste crípticamente en Willis para "volver", a lo que él interpreta como regresar a Colorado. Pensando que él está en peligro, Kari envía correos electrónicos a Davis Motomiya, Yolei Inoue y Cody Hida para ayudar con la esperanza de reunirse en Colorado. Sin embargo, los trenes de T.K. y Kari quedan desbaratados por Wendigomon en el camino ya que son incapaces de reunirse con los demás. Mientras tanto, después de tomar aviones y taxis, Davis, Yolei y Cody se encuentran con Willis en un camión. Cuando Willis intenta transportarse con su grupo a su casa por una pizza, el paseo se va sin él y Davis; Sin embargo, Davis idea un plan para llegar el mismo a Colorado más rápido con la ayuda de Raidramon. En el punto de rendez-vous, Davis, Yolei y Cody comenzaron a cuestionar el conocimiento de Willis sobre Wendigomon. Vacilante, Willis revela que, cuando era niño, trató de crear un digi-huevo después de experimentar la alegría de tener a su gemelo Digimon (Terriermon y Kokomon). Sin embargo, esto solo dio lugar a la creación de Diaboromon. Willis asume toda la responsabilidad por la situación. Sin embargo, Davis y Terriermon lo convencen para que les ayuden, ya que son amigos y están en el mismo equipo. En casa de Willis a la mañana siguiente, Wendigomon reaparece como era de esperar, pero digievoluciona en Antylamon y fácilmente derrota a los niños elegidos. Una vez digivolucionado en Cherubimon, procede a comerse su Digimon, pero T.K. y Kari llegan al último momento para proporcionar respaldo con Angemon y Angewomon. Enojado, Cherubimon des-digievoluciona los Digimon entonces de-edades de los niños elegidos, revelando que él quería a Willis para "volver" a tiempo para cuando el "extraño" espíritu primero lo atacó. Para combatirlo, Angewomon y Angemon Digievolucionan a sus formas Mega-nivel, Magnadramon y Seraphimon, para liberar los dos los Digi-Huevos de oro de Willis y Davis. Veemon y Terriermon Armadura Dorada Digievolucionan en Magnamon y Rapidmon y se dejan tragar por Cherubimon. En el interior de este, ven una manifestación del verdadero ser de Wendigomon, quien les pide ayuda para destruir el virus. Después de hacerlo, Cherubimon sucumbe a sus heridas y muere. Después de decir adiós a sus nuevos amigos, Willis y Terriermon van a pie de regreso a casa para encontrar el Digi-huevo de Kokomon en la playa.

## Desarrollo
Después de las dos primeras películas Pokémon, Fox quiso replicar su éxito para tener una función en la gran pantalla para Digimon también. Sin embargo, Toei Animation no tenía largometrajes de Digimon, pero en cambio tenía ferias animación cada primavera y verano con cortometrajes mostrando sus títulos animados actuales. Las únicas películas producidas para Digimon en ese momento eran Digimon Adventure (1999), Nuestro juego de guerra! (2000), y Digimon Hurricane Touchdown!/Evolución Suprema! The Digimentals of gold (2000), los dos primeros dirigidos por Mamoru Hosoda y la final por Shigeyasu Yamauchi. Como las tres películas tenían, respectivamente, 20, 40, y 60 minutos de duración, el material de archivo se condensó para adaptarse a unos 85 minutos. La última película que se incluye en la compilación, Digimon Hurricane Touchdown!/Evolución Suprema! The Golden Digimentals fueron fuertemente cortadas porque Saban Entertainment carecía de fondos para producir una película completa de dos horas. Junto a ello, se eliminan elementos japoneses "culturalmente incómodos", y muchos chistes norteamericanos fueron escritos en el guion. El Escritor Jeff Nimoy señaló que la primera edición de la película consistía en solo las primeras dos películas y tenía planes de lanzar la tercera película por separado, como una película de televisión o directa-a-vídeo, pero la idea fue rechazada. Con el fin de conectar las historias de las diferentes películas juntos, los guionistas de la adaptación reescribieron Digimon Hurricane Touchdown!!/Suprema Evolución !! Los Digimentals oro para incluir a Willis como un involucrado en la creación de Diaboromon. Además de esto, la subtrama de los mayores niños elegido siendo capturados por Wendigomon fue cortada por completo. Originalmente, Nimoy tenía a Tai para narrar la película, pero como Tai no hizo acto de presencia en la tercera parte de la película, él lo cambió por Kari. Se estima que el presupuesto de la producción de cine para esta película estaba en los 5 millones de dólares.

### Promoción
Taco Bell promovió fuertemente Digimon: La película. El verano antes del estreno de la película a través de una asociación de verano con la franquicia del 13 de julio de 2000 hasta el 9 de septiembre de 2000. Los restaurantes participantes ofrecían juguetes y otros objetos de colección con la compra de comidas para sus hijos. Cuando la película se estrenó en los cines locales, una tarjeta de comercio de edición limitada "Digi batalla" fue dada con cada admisión. Hubo un total de 12 cartas que se podían obtener.

## Recepción

### Taquilla
Digimon: La película se abrió como la #5 en la taquilla y ganó $ 4.233.304 en el primer fin de semana. la exhibición de la película terminó el 3 de diciembre de 2000 como el n.º 56 de dibujo de recaudación en bruto fin de semana de $ 19.665 recaudando un total de $ 9.631.153 en el país. La película también recaudó $ 1.567.641 en el Reino Unido después de su lanzamiento el 16 de febrero de 2001 y $ 2,200,656 en Alemania el mismo año. Se obtuvo un total de $ 16.643.191, lo que es un éxito de taquilla de menor importancia en comparación con su presupuesto de 5 millones de dólares.

### Recepción de la crítica
La película recibió críticas generalmente negativas. En el sitio web de opinión Rotten Tomatoes, la película recibió una calificación promedio de "podrido", ya que solo el 25% de los críticos de cine dio críticas positivas basados en 39 opiniones. Los críticos dijeron que la película es una mejora sobre Pokémon: La Primera Película. Sin embargo, en sí era "previsible", sufría de "animación mediocre" Metacritic. Dio a la película una puntuación de "por lo general desfavorable" de 20/100 Lawrence van Gelder de The New York Times describe la película como "ruidosa y mal concebida", ya que se centró demasiado en "transformaciones monstruos" y muy poco en el "talento de contar cuentos" y la animación. Liam Lacey de The Globe and Mail dio a la película dos estrellas, señalando que las "escenas se alternan entre ternura infantil y la violencia espectacular, con sólo un movimiento de cabeza hacia la trama, el desarrollo de los caracteres y la motivación". En el 2000 Stinkers Bad Movie Awards, la película ganó el premio a al "peor Logro de Animación". Sin embargo; la revista Animage realizó una lista de los "Top 100" producciones de anime en enero de 2001, y Digimon: La película. Estaba en la 88.ª colocado en la lista de películas, dando una buena opinión de la película.

## Banda sonora
La música de Digimon: La película es de la banda sonora original de la película, Digimon: La película, fue estrenada el 19 de septiembre de 2000 en Maverick Records en CD de audio y casete compacto. La banda sonora fue compuesta por Shuki Levy, Udi Harpaz y Amotz Plessner, y fue realizada por la Tel Aviv Orquesta Sinfónica, y también fue utilizada en toda la segunda y tercera serie. No existe una versión oficial de la partitura orquestal, aunque hay clips de la banda sonora en la web de Udi Harpaz.
Listado de pistas
| N.º | Título                               | Escritor(es)                                                  | Artista(s)                  | Duración |  |
| 1.  | «Digi Rap»                           | Shuki Levy, Paul Gordon, Kussa Mahchi                         | M.C. Pea Pod, Paul Gordon   | 3:11     |  |
| 2.  | «All Star»                           | Gregory D. Camp                                               | Smash Mouth                 | 3:20     |  |
| 3.  | «The Rockafeller Skank» (Short Edit) | John Barry, Norman Cook, Terry Winford                        | Fatboy Slim                 | 4:02     |  |
| 4.  | «Kids in America»                    | Marty Wilde, Ricky Wilde                                      | LEN                         | 3:54     |  |
| 5.  | «Hey Digimon»                        | Shuki Levy, Gordon, Kussa Mahchi                              | Paul Gordon                 | 2:31     |  |
| 6.  | «One Week»                           | Ed Robertson                                                  | Barenaked Ladies            | 2:52     |  |
| 7.  | «The Impression That I Get»          | Dicky Barrett, Joe Gittleman                                  | The Mighty Mighty Bosstones | 3:17     |  |
| 8.  | «All My Best Friends Are Metalheads» | Chris Demakes, Vinny Fiorello, Roger Manganelli               | Less Than Jake              | 3:13     |  |
| 9.  | «Run Around»                         | Jeremy Sweet, Shuki Levy, Kussa Mahchi                        | Jasan Radford               | 2:09     |  |
| 10. | «Nowhere Near»                       | Tim Cullen                                                    | Summercamp                  | 2:21     |  |
| 11. | «Spill»                              | Daniel Castady, David Hyde, Graham Jordan, Christopher Messer | Showoff                     | 2:16     |  |
| 12. | «Here We Go»                         | Jeremy Sweet, Shuki Levy, Kussa Mahchi                        | Jason Gochin                | 2:25     |  |
| 13. | «Digimon Theme» (hidden track)       | Paul Gordon, Shuki Levy, Kussa Mahchi                         | Paul Gordon                 | 3:00     |  |
| 14. | «Change Into Power» (hidden track)   | Paul Gordon, Shuki Levy, Kussa Mahchi                         | Paul Gordon                 | 2:35     |  |
| 15. | «Let's Kick It Up» (hidden track)    | Paul Gordon, Shuki Levy, Kussa Mahchi                         | Paul Gordon                 | 3:12     |  |
| 16. | «Going Digital» (hidden track)       | Jeremy Sweet, Shuki Levy, Kussa Mahchi                        | Jasan Radford               | 3:00     |  |
| 17. | «Strange» (hidden track)             | Jeremy Sweet, Shuki Levy, Kussa Mahchi                        | Jasan Radford               | 2:48     |  |